# Imri Ziv

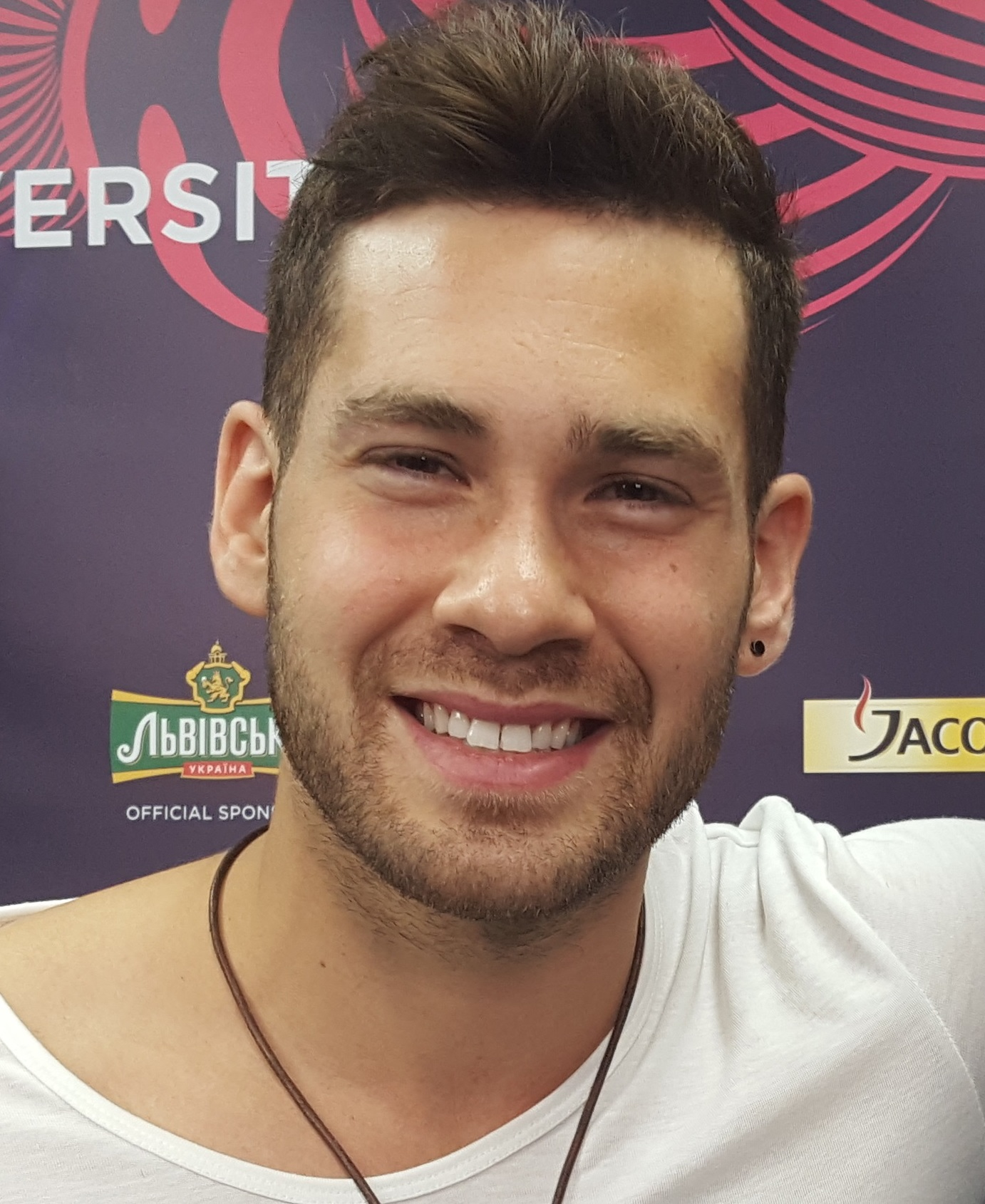
Imri Ziv (2017)

Imri Ziv (hebreiska: אימרי זיו;) född 12 september 1991 i Hod HaSharon, är en israelisk sångare som representerade sitt land i Eurovision Song Contest 2017 i Kiev, Ukraina. Detta med låten "I Feel Alive".